# Смотреть в глаза...
«Смотреть в глаза...» — советский широкоэкранный драматический фильм, снятый в 1975 году режиссёром Владимиром Луговским на киностудии им. Довженко.
Премьера фильма состоялась 17 января 1977 года. Фильм посмотрели 4,3 млн зрителей.

## Сюжет
Новый директор шахты «Глубокая ветка» Александр Орловский решает закрыть объект из-за нерентабельности, что вызывает конфликты с бывшим директором Иваном Давиденко и местными жителями Донбасса. Шахтёры переезжают на новую шахту.

## В ролях
- Пётр Глебов — Иван Давиденко
- Владимир Гусев — Александр Орловский
- Валентина Егоренкова — Таня
- Эдуард Изотов — Глеб
- Юрий Саранцев — эпизодическая роль
- Виктор Мирошниченко — Король
- Маргарита Криницына — Досиця
- Юрий Гаврилюк — эпизодическая роль
- Галина Долгозвяга — Лиза
- Екатерина Литвиненко — Татьяна
- Ирина Стерлядкина — эпизодическая роль
- Василий Хорошко — эпизодическая роль
- Виктор Шалыгин — эпизодическая роль
- Владимир Емельянов — эпизодическая роль
- Георгий Дворников — Жора
- Юрий Коваленко — эпизодическая роль
- Виктор Полищук — механик
- Лидия Чащина — Галя
- Александр Молотов — эпизодическая роль
- Юрий Марущенко — эпизодическая роль
- Леонид Слисаренко — снабженец
- Александр Толстых — эпизодическая роль
- Саша Ляшенко — эпизодическая роль
- Инна Шевченко — эпизодическая роль
- Лариса Шевченко — эпизодическая роль

## Съёмочная группа
- Режиссёр: Владимир Луговский
- Сценарист: Евгений Оноприенко
- Оператор: Наум Слуцкий
- Художник: Михаил Раковский
- Звукорежиссёр: Константин Коган
- Композитор: Евгений Зубцов